# Cattedrale vecchia di Salamanca
La cattedrale vecchia di Santa Maria (in spagnolo: Catedral vieja de Santa María) è uno dei due principali luoghi di culto cattolici del comune di Salamanca, in Spagna, sede vescovile dell'omonima diocesi. È detta Catedral Vieja (Cattedrale Vecchia) per distinguerla dall'adiacente Catedral Nueva (Cattedrale Nuova).
La Torre del Gallo, conica, ricoperta a squame e conclusa dalla banderuola con il gallo, a cui corrisponde la cupola circolare all’interno, poggia su un tamburo con sedici colonne, alleggerito da 32 finestre, mentre 16 costoloni si raccordano nella sua chiave centrale.

## Storia
La Cattedrale Vecchia di Salamanca, adiacente sulla destra a quella Nuova, fu costruita tra il XII ed il XIII secolo dopo la riconquista della città su impulso del vescovo Jerónimo de Perigord. Durante il progetto della Cattedrale Nuova, si pensò di demolirla. Data la necessità di un luogo dove celebrare durante la costruzione e data la lunghezza nel tempo dei lavori (iniziati intorno al 1520 e conclusi nel 1733), l'edificio fu risparmiato quasi per intero.

## Arte

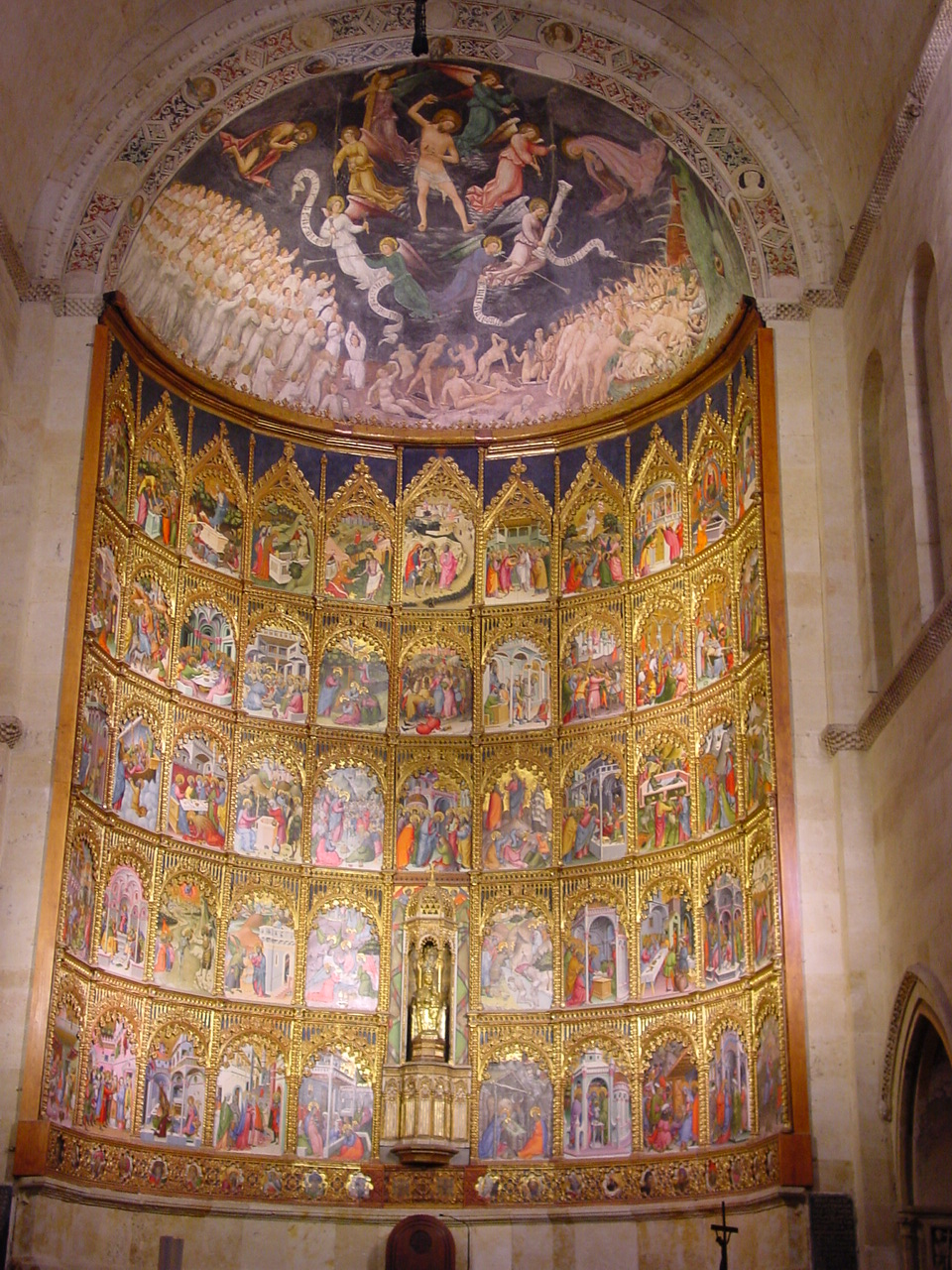
Pala d'altare

L’interno è a pianta basilicale a tre navate con transetto, in stile romanico con volte gotiche di transizione. Alle tre navate corrispondono altrettante absidi. Spogliata di gran parte del suo patrimonio artistico originario, al suo interno conserva due statue ai lati dell’ingresso che rappresentano l’Annunciazione.
La navata centrale è separata da quelle laterali da archi a sesto acuto ed è coperta da volte a vela. I capitelli e le mensole sono decorate con figure di Personaggi Biblici, Animali, Decorazioni vegetali e Maschere.
La navata sinistra è tagliata dal muro che la separa dalla Cattedrale Nuova. Lungo questo muro sono disposti i dipinti dei diciotto Miracoli attribuiti al Cristo delle Battaglie e si apre una nicchia a tutto sesto ove è inserito l’altare di Santa Marìa la Blanca.
Nella navata destra sono presenti i resti della Cappella del Cristo delle Battaglie, dove attualmente è sepolto il vescovo Repullès. Accanto è un arcosolio con sepoltura presieduto dall’immagine scolpita di San Cristòbal e dai dipinti dei Santi Teresa e Domingo.
Nel transetto destro sono presenti arcosoli contenenti sepolcri policromi e le pareti sono ricoperte da antichi affreschi. Da qui si accede al chiostro.
Nella Cappella Maggiore è collocato il retablo opera dei fratelli Delli della prima metà del XV secolo in cui sono narrati i principali episodi della Storia della Salvezza, conclusi dal Giudizio universale dipinto nel catino absidale. Il retablo è composto da 53 tavole distribuite su cinque ordini in altezza composti ciascuno da 11 spazi. L’immagine della Virgen de la Vega, patrona di Salamanca, al centro del primo ordine del retablo all’interno di un baldacchino, è stata posizionata a metà del XX secolo: in legno, è ricoperta di bronzo dorato (tranne le teste della Vergine e del Bambino e le giunture delle mani) e intarsiata con smalti e pietre preziose. Nella Cappella Maggiore vi sono Sepolcri di Personaggi Illustri realizzati tra XIII e XIV secolo, alcuni collocati in arcosoli: sulla parete destra è sepolto l’arcidiacono Fernando Alonso, figlio di Alfonso IX e fratello del re Ferdinando III di Castiglia, il Santo.
Nell’abside destra è collocata la Cappella di San Martino (o dell’Olio) sono contenuti diversi sepolcri di vescovi. Sulle pareti di questo ambiente sono presenti scene dipinte ad affresco tra le quali un’illusionistica pala d'altare con l’immagine della Vergine Theotokos, datata 1262 ed un arazzo della metà del XIV secolo in cui è rappresentato il Giudizio universale. All’esterno della Cappella sono dipinte scene della Vita di San Martino.
Il chiostro, a destra dell’edificio, fu costruito verso la fine del XII secolo, sotto il pontificato del Vescovo Vidal. Successivamente furono realizzate le coperture a mudèjar, di cui rimangono alcuni resti lignei. Dopo il terremoto del 1755 che ne distrusse buona parte, il chiostro venne ricostruito ad opera di Jerónimo García de Quiñones nel 1785 che lo sopraelevò. In questo luogo sono presenti diverse Cappelle.
Quella di San Salvador, detta anche Talavera, è la più antica e fu la prima Sala Capitolare: è coperta da una cupola ottagonale con 16 colonne in cui i costoloni formano un motivo stellato con relative croci ed è di chiara influenza islamica (XIII secolo); all’interno è collocato un altare del XVI secolo in cui è stata inserita un’immagine gotica della Vergine; al centro sono disposti i Sepolcri del fondatore della Cappella, Rodrigo Arias Maldonado, di sua moglie e della sua famiglia.
La Cappella di Santa Barbara fu edificata a metà del XIV secolo per volere del vescovo Juan Lucero che è sepolto al centro di questo ambiente. L’altare, del XVI secolo, è dedicata alla Vita e al Martirio della Santa. La mensa è decorata con maiolica di Talavera.
Le tre sale capitolari furono aggiunte nel XVI secolo e rimaneggiate fino alla fine del XIX. Hanno interesse artistico la porta manierista, i soffitti a cassettoni mudèjar e dipinti e sculture dal XIII al XX secolo in esse raccolti.
La Cappella di Santa Catalina fu edificata nel XII secolo e riformata e ampliata nel XV. Coperta da volta a vela è la cappella più spaziosa del Chiostro.
La Cappella di San Bartolomè custodisce il Sepolcro dell’Arcivescovo Diego de Anaya, fondatore del Collegio di San Bartolomè: il monumento in alabastro è retto da leoni e circondato dai rilievi raffiguranti Cristo, Maria e gli Apostoli; su di esso è l’immagine distesa dell’Arcivescovo, con un Calvario al di sopra della testa e uno stemma ai suoi piedi. Il sepolcro è protetto da una cancellata gotica in cui sono inseriti elementi di stile plateresco. Sulle pareti della cappella sono presenti altre sepolture importanti. Sono inoltre presenti un organo posto al di sopra di una tribuna mudéjar ed un altare sormontato da retablo dorato arricchito da piccole statue policrome collocato nell’abside pentagonale.